# Copa Italia A1 de Voleibol 2015-16
La Copa Italia A1 de voleibol masculino 2015-16, fue la 38° edición de la Copa Italia realizada entre el 25 de diciembre de 2015 y el 7 de febrero de 2016. El ganador fue el Pallavolo Modena que consiguió su duodécimo galardón revalidando el título en la reedición de la final del año anterior ante el Trentino Volley, esta vez con un contundente 3-0

## Formato
Participan a la competición los ocho mejores equipos de la Serie A1 2015/2016 al término de la primera vuelta. Diferentemente de las ediciones anteriores los cuartos de finales se disputan en partido de ida y vuelta con el primer partido en casa del equipo peor clasificado. Las semifinales y la final se juegan en el Mediolanum Forum de Milán según la fórmula de la Final Four.

## Equipos clasificados
- Pallavolo Modena (1° classificata)
- Lube Treia (2° classificata)
- Trentino Volley (3° clasificada)
- Sir Safety Perugia (4° clasificada)
- Blu Volley Verona (5° classificata)
- Pallavolo Molfetta (6° clasificada)
- Top Volley Latina (7° clasificada)
- Vero Volley Milano (8° clasificada)

## Resultados
|  | Cuartos | Cuartos            | Cuartos | Cuartos            |   |   | Semifinales      | Semifinales | Semifinales |  |   | Final            | Final | Final |  |
|  |         |                    |         |                    |   |   |                  |             |             |  |   |                  |       |       |  |
|  |         |                    |         |                    |   |   |                  |             |             |  |   |                  |       |       |  |
|  | 1       | Pallavolo Modena   | 3       | 3                  |   |   |                  |             |             |  |   |                  |       |       |  |
|  | 1       | Pallavolo Modena   | 3       | 3                  |   |   |                  |             |             |  |   |                  |       |       |  |
|  | 8       | Vero Volley Milano | 2       | 1                  |   |   |                  |             |             |  |   |                  |       |       |  |
|  | 8       | Vero Volley Milano | 2       | 1                  |   | 1 | Pallavolo Modena | 3           |             |  |   |                  |       |       |  |
|  |         |                    |         |                    |   | 1 | Pallavolo Modena | 3           |             |  |   |                  |       |       |  |
|  |         |                    | 4       | Sir Safety Perugia | 1 |   |                  |             |             |  |   |                  |       |       |  |
|  | 4       | Sir Safety Perugia | 4       | Sir Safety Perugia | 1 | 3 | 3                |             |             |  |   |                  |       |       |  |
|  | 4       | Sir Safety Perugia |         |                    |   |   |                  |             |             |  |   |                  |       |       |  |
|  | 5       | Blu Volley Verona  | 2       | 1                  |   |   |                  |             |             |  |   |                  |       |       |  |
|  | 5       | Blu Volley Verona  | 2       | 1                  |   |   |                  |             |             |  | 1 | Pallavolo Modena | 3     |       |  |
|  |         |                    |         |                    |   |   |                  |             |             |  | 1 | Pallavolo Modena | 3     |       |  |
|  |         |                    | 3       | Trentino Volley    | 0 |   |                  |             |             |  |   |                  |       |       |  |
|  | 2       | Lube Volley        | 3       | Trentino Volley    | 0 | 3 | 3                |             |             |  |   |                  |       |       |  |
|  | 2       | Lube Volley        |         |                    |   |   |                  |             |             |  |   |                  |       |       |  |
|  | 7       | Top Volley Latina  | 0       | 0                  |   |   |                  |             |             |  |   |                  |       |       |  |
|  | 7       | Top Volley Latina  | 0       | 0                  |   | 2 | Lube Volley      | 2           |             |  |   |                  |       |       |  |
|  |         |                    |         |                    |   | 2 | Lube Volley      | 2           |             |  |   |                  |       |       |  |
|  |         |                    | 3       | Trentino Volley    | 3 |   |                  |             |             |  |   |                  |       |       |  |
|  | 3       | Trentino Volley    | 3       | Trentino Volley    | 3 | 3 | 2                |             |             |  |   |                  |       |       |  |
|  | 3       | Trentino Volley    |         |                    |   |   |                  |             |             |  |   |                  |       |       |  |
|  | 6       | Pallavolo Molfetta | 0       | 3                  |   |   |                  |             |             |  |   |                  |       |       |  |
|  | 6       | Pallavolo Molfetta | 0       | 3                  |   |   |                  |             |             |  |   |                  |       |       |  |
|  |         |                    |         |                    |   |   |                  |             |             |  |   |                  |       |       |  |

| Fecha                  | Partido                                                                   | Resultado                                                                |
| ida 22/12 vuelta 14/01 | Vero Volley Milano - Pallavolo Modena - Vero Volley Milano                | 2-3 (24-26, 20-25, 29-27, 25-22, 13-15) 3-1 (25-22, 23-25, 25-20, 25-21) |
| ida 22/12 vuelta 14/01 | Blu Volley Verona- Sir Safety Perugia - Blu Volley Verona                 | 2-3 (23-25, 25-22, 16-25, 25-19, 12-15) 3-1 (25-15, 25-20, 19-25, 25-10) |
| ida 22/12 vuelta 14/01 | Top Volley Latina - Lube Macerata - Top Volley Latina                     | 0-3 (20-25, 16-25, 20-25) 3-0 (25-17, 25-23, 25-19)                      |
| ida 22/12 vuelta 14/01 | Pallavolo Molfetta - Trentino Volley Trentino Volley - Pallavolo Molfetta | 0-3 (22-25, 22-25, 13-25) 2-3 (25-15, 27-29, 27-29, 25-21, 13-15)        |

| Fecha | Partido                               | Resultado                               |
| 06/02 | Pallavolo Modena - Sir Safety Perugia | 3-1 (20-25, 25-16, 25-22, 25-22)        |
| 06/02 | Lube Treia - Trentino Volley          | 2-3 (19-25, 25-17, 22-25, 27-25, 11-15) |

| Fecha | Partido                            | Resultado                 |
| 07/02 | Pallavolo Modena - Trentino Volley | 3-0 (25-19, 25-22, 25-13) |

### Campeón
| Campeón de la Copa Italia 2015/2016 |
| ----------------------------------- |
| Pallavolo Modena 12º Título         |